# Wapen van Morra

Wapen van Morra

Het wapen van Morra is het dorpswapen van het Nederlandse dorp Morra, in de Friese gemeente Noardeast-Fryslân. Het wapen werd in 1988 geregistreerd.

## Beschrijving
De blazoenering van het wapen luidt als volgt:
In goud een paal van azuur, beladen met een orgelpijp van zilver met labium van goud, de paal rechts vergezeld van een afgerukte arendskop en links van een bot, beide van azuur.
De heraldische kleuren zijn: goud (goud), azuur (blauw) en zilver (zilver).

## Symboliek
- Blauw paal: symbool voor de weg van Dokkum naar Lauwersoog.[3]
- Adelaarskop: ontleend aan het wapen van het geslacht Van Heemstra dat ten westen van het dorp een state bewoonde. Ook is de adelaar een symbool voor Johannes de Evangelist, de patroonheilige van de Sint-Johanneskerk van Morra.[3]
- Bot: afkomstig van het wapen van de familie Botma. Deze familie bewoonde ook een stins in het dorp.[3]
- Orgelpijp: verwijst naar het orgel van de kerk van Morra dat het oudste was van de gemeente Dongeradeel.[3]
- Kleurstelling: eveneens overgenomen van het wapen van het geslacht van Heemstra.[3]

Het wapen van Van Heemstra.

## Zie ook

Vlag van Morra